# Plano de comunicação
Plano de Comunicação é a arte e ciência de alcançar um público alvo usando canais de comunicação de marketing como publicidade, relações públicas, experiências ou correio direto, por exemplo. Ele preocupa-se com a decisão de quem é o alvo, quando com qual mensagem e como.
O plano de comunicação serve como um guia para a comunicação e para os esforços de patrocínio durante a duração do projeto. É um documento ativo e é atualizado periodicamente à medida que o público se altera. Ele explica como transmitir a mensagem correta, do transmissor ao público corretos, através do canal e tempo corretos. Ele endereça os seis elementos básicos das comunicações: transmissor, mensagem, comunicação, canal de comunicação, mecanismo de feedback, receptor/público e quadro de tempo.
De acordo com Isabela Pimentel, o plano de comunicação é o resultado, enquanto o planejamento estratégico é o processo que o antecede. Nesse sentido, antes mesmo de criar um simples plano de comunicação para sua empresa:
1. é necessário ter uma cultura voltada ao desempenho;
2. estrutura simples e flexível;
3. estratégia clara;
4. Líderes comprometidos.

De forma geral, ainda segundo Pimentel (2020), o plano de comunicação inclui 3 fases gerais:
1. Diagnóstico estratégico;
2. Formulação do planejamento;
3. Implementação e controle.

De forma específica,  um plano de comunicação inclui:
- "Quem" - os públicos-alvo
- "O quê" - as mensagens-chave que estão tentando ser articuladas
- "Quando" - tempo, irá especificar o tempo apropriado de entrega para cada mensagem
- "Por quê" - os resultados desejados
- "Como" - o veículo de comunicação (como a mensagem será entregue)
- "Por quem" - o remetente (que determina quem entregará a informação e como ele ou ela é escolhido)

Muitas agências, relações públicas, publicidade e meios de comunicação alegam ter essa capacidade.
É um diagnóstico atual da comunicação de uma empresa, apontando os riscos e oportunidades e apresentando sugestões de melhoria. Consultoria que deve ser composta pela elaboração de um projeto final, demonstrando a situação atual do negócio e estabelecendo as estratégias que deverão assumir a comunicação organizacional. Cada situação pode requerer uma estrutura de planejamento diferenciada.

## Elaboração de um Plano de Comunicação
É em sete etapas que se prepara um plano de comunicação capaz de dar a conhecer, ao maior número possível de clientes potenciais, todos os benefícios que retirarão ao fazer negócio conosco.

### 1. Análise da Situação
Esta etapa consiste em recolher os dados importantes sobre a situação da empresa em relação aos seus maiores concorrentes no sentido de fixar os objectivos da comunicação.
Num primeiro momento é preciso avaliar as forças e fraquezas da empresa, os concorrentes no mercado, a estrutura da indústria, os factores a seguir no ambiente e os targets que se visa.
É também nesta etapa que se deve escolher o posicionamento que se deseja no mercado.

### 2. Orientação Estratégica
A orientação estratégica serve para definir os objetivos que a empresa deseja atingir com o seu plano de comunicação.
O que é que se deseja? Aumentar a quota de mercado? Lançar um produto novo? Explorar novos mercados? Reforçar a imagem do nosso produto? Manter a quota de mercado? Gerir um período de crise?
Depois de recolher os dados na primeira etapa já deve ser possível fixar metas realistas, mensuráveis e limitadas no tempo. Se uma meta não possui essas três características, não será possível de ser avaliada e de se saber se ela foi atingida ou não, e não será possível melhorar a estratégia.
Deve-se evitar multiplicar os objectivos. Não é rentável de perseguir 4 objectivos com a mesma campanha de comunicação. Corre-se o risco de criar confusão no espírito da clientela alvo. Como a confusão leva à incerteza e ao medo, a campanha pode ter efeitos pouco desejáveis.

### 3. Escolha dos Meios
Agora é preciso escolher os meios para atingir os objectivos tendo em conta a concorrência e os recursos financeiros à disposição.
Eis uma lista dos meios de comunicação e dos papeis que eles podem adquirir na realização dos objectivos.
- A força de vendas permite à empresa de se apresentar e de vender os seus produtos.
- A apresentação de vendas permite à empresa demarcar os seus produtos
- O telemarketing permite vender ou qualificar os clientes.
- As relações públicas permitem veicular uma mensagem corporativa.
- As mídias eletrônicas podem ir de encontro ao consumidor e ao utilizador industrial.
- Os desdobráveis podem promover eficazmente os produtos.
- A participação em exposições pode apoiar o trabalho da força de vendas.
- A publicidade pelo correio pode estimular a procura por parte duma clientela bem definida.
- O merchandising permite estimular a procura de bens de consumo.

### 4. Orientação Criativa
Trata-se de elaborar e de desenvolver um conceito. Se a mensagem deve ser impressa qual será a forma que a tornará mais eficaz? Se a mensagem deve ser difundida na rádio que roupagem sonora a tornará mais convincente? Se a mensagem deverá ser difundida na televisão quem será o porta voz mais credível?
A orientação criativa é frequentemente a transformação da nossa vantagem principal num eixo de comunicação que a resuma bem. Quer a vantagem seja a qualidade, o serviço ao cliente ou a possibilidade de lucrar com o produto, deve existir um eixo de comunicação que veicule eficazmente esta mensagem.

### 5. Pré testes e realização técnica
Num primeiro momento o conceito deve ser apresentado a uma pequena amostra representativa dos clientes alvo de forma a determinar como é que será recebido. Neste momento introduzem-se as últimas correcções ou confirmam-se as hipóteses que permitiram a elaboração do conceito. Se os testes dão bons resultados a mensagem será realizada na sua forma definitiva.

### 6. Preparação do orçamento
Chega a hora de elaborar um orçamento. Se o orçamento é limitado devem-se colocar as acções de acordo com prioridades dando preferência às acções que aumentem as vendas.

### 7. Avaliação dos resultados
Esta etapa serve para determinar se a campanha atingiu os objectivos definidos.
É também importante medir a percepção da mensagem e os resultados em curso. Isto permite efectuar modificações para atingir os objectivos.

## Como ele é feito?
É necessário que seja seguido um Roteiro de um Plano de Comunicação com as seguintes etapas:
1. Análise das forças externas:
Deve ser feita uma breve análise das condições econômicas, legislação sócio culturais, climas político, ideológico, governamental e psicológico e todas as tendências que possam influenciar a empresa e o produto.
2. Histórico da empresa:
Resumir os dados importantes, com ênfase na filosofia do cliente.
3. Mercado:
Listar concorrentes diretos e indiretos. Descrever a potencialidade, evolução, sazonalidade e distribuição geográfica.
4. Identificação do público-alvo:
Envolvendo não apenas a determinação de quem são as pessoas com as quais queremo nos comunicar, mas também uma avaliação de todo o conjunto de crenças e atitudes destas pessoas e da imagem que têm a organização.
5. Determinação dos objetivos da comunicação:
Definir o que se pretende atingir com a comunicação para cada um dos públicos selecionados. Este objetivo deverá estar integrado na missão da organização, nos seus objetivos globais e na sua estratégia de desenvolvimento.
6. Elaboração da mensagem:
Qual a mensagem (e respectivo conteúdo) que se pretende fazer passar de forma a atingir os objetivos pretendidos. Conteúdo, estrutura e formato.
7. Seleção dos meios de comunicação:
Quem deve ser o emissor da mensagem, quais deverão ser os suportes e canais de comunicação para transmitir eficazmente a mensagem e qual deverá ser o momento para a sua transmissão. Podendo a comunicação ser pessoal, por telefone, por e-mail - ou através de mídias (propaganda, relações públicas, marketing direto), eventos e outras atividades. Todo meio de comunicação tem um benefício e um custo diferente.
8. Avaliação dos resultados do sistema de comunicação:
Medição do impacto que o plano de comunicação gerou no seu público-alvo, quanto custou, o que poderia ser melhorado e efetuar os ajustes necessários, explorando ao máximo a potencialidade desta ferramenta do marketing.

## Custos
Todas as atividades de comunicação geram despesas, o Plano de Comunicação poderá ainda incluir um orçamento que estabelece os custos para cada ação constante nele.
O plano de comunicação não é uma tarefa acessória, mas sim um elemento-chave para a conclusão de todo o projeto..